# Mydionobairdia tulearensis
Mydionobairdia tulearensis is een mosselkreeftjessoort uit de familie van de Bairdiidae. De wetenschappelijke naam van de soort is voor het eerst geldig gepubliceerd in 1991 door Maddocks.